# Kızılcaterzi, Şarköy
Kızılcaterzi là một xã thuộc huyện Şarköy, tỉnh Tekirdağ, Thổ Nhĩ Kỳ. Dân số thời điểm năm 2011 là 260 người.